# Can Clapés (Breda)
Can Clapés és una masia de Breda (Selva) inclosa a l'Inventari del Patrimoni Arquitectònic de Catalunya.

## Descripció
Masia aïlla, al costat esquerre de la carretera de Breda- Riells, i molt a prop de Can Bosch.
De grans dimensions, amb planta baixa, pis i golfes. La casa ha patit dues etapes constructives ben diferenciades: una el 1671 i una altra el 1971. La coberta a doble vessant i amb teula àrab i ràfec amb rajoles amb rombes de color marró i blanc, i amb bigues de fusta.
La façana és de pedra de riera picada. La part més recent de la masia té bastants obertures. A la façana principal, amb orientació a l'oest, n'hi ha set. Les finestres tenen dovella i ampit de pedra. Les portes també dovellades. A la porta principal hi ha un escut amb una inscripció: "Joan Clapès, 1971".
La zona construïda al segle xvii té una torre que originàriament era utilitzada com a quadra i en una de les portes hi ha una data incrita: 1671.

## Història
Les dades verificades situen la construcció l'any 1650 i posteriorment al 1971, quan s'enderroca pràcticament tota i es construeix de nou. Possiblement la masia Can Cortina era més antiga, ja que, als fogatges dels segles XV i XVI ja hi apareix la família Cortina. A més hi ha un document sobre l'hospital de Breda que diu:”...1355 ja existia un hospital a Breda, puix que Guilleume Cortina (de Can Cortina de Pagès), en el seu testament, fet aquell any, li fa una deixa.